# Margarete Finke
Margarete Brunhilde Finke (* im 19. Jahrhundert; Sterbedatum unbekannt) war eine deutsche Politikerin (DVP).

## Leben und Politik
Margarete Finke war Schulvorsteherin in Gera-Untermhaus. Als Mitglied der Deutschen Volkspartei (DVP) zog sie 1919 in den Landtag Reuß jüngerer Linie ein. Dort war sie eine der drei Frauen unter 18 Männern. Sie wirkte dann von 1919 bis 1923 im gemeinsamen Landtag der beiden Freistaaten Reuß (Volksstaat Reuß). In diesem trafen 1919 vier Frauen auf 32 Männer. Im Landtag war sie stellvertretende Schriftführerin. Am 31. März 1921 schied Finke aufgrund der Verkleinerung der Gebietsvertretung aus, trat jedoch am  27. Juni 1921  als Nachrückerin wieder ein. 
In den Landtagen des Landes Thüringen, in dem der Volksstaat Reuß aufging, hatte Finke kein Mandat. Als Mitglied der Deutschnationalen Volkspartei (DNVP) kandidierte sie im Wahlkreis Thüringen vergeblich für den Reichstag.